# Pitkäniemi (udde i Finland, Egentliga Finland, Åbo, lat 60,28, long 21,96)
Pitkäniemi är en udde i Finland. Den ligger i Nådendal och landskapet Egentliga Finland, i den sydvästra delen av landet, 160 km väster om huvudstaden Helsingfors.
Terrängen inåt land är platt. Havet är nära Pitkäniemi åt sydost.  Närmaste större samhälle är Väståboland, 19,1 km öster om Pitkäniemi. 